# Harderwijk (Holanda do Norte)
Harderwijk (52° 44′ N, 4° 00′ L) is a hamlet in the dos Países Baixos, na província de Holanda do Norte. Harderwijk (Holanda do Norte) pertence ao município de Opmeer, e está situada a 11 km, a norte de Hoorn.